# Mittelbusch
Mittelbusch ist ein Wohnplatz im Ortsteil Ferch der Gemeinde Schwielowsee im Landkreis Potsdam-Mittelmark (Brandenburg). Die Siedlung wurde um/vor 1683 als Vorwerk vom Rittergut Bliesendorf angelegt und war um 1860 Landgemeinde. Sie wurde 1928 nach Ferch eingemeindet.

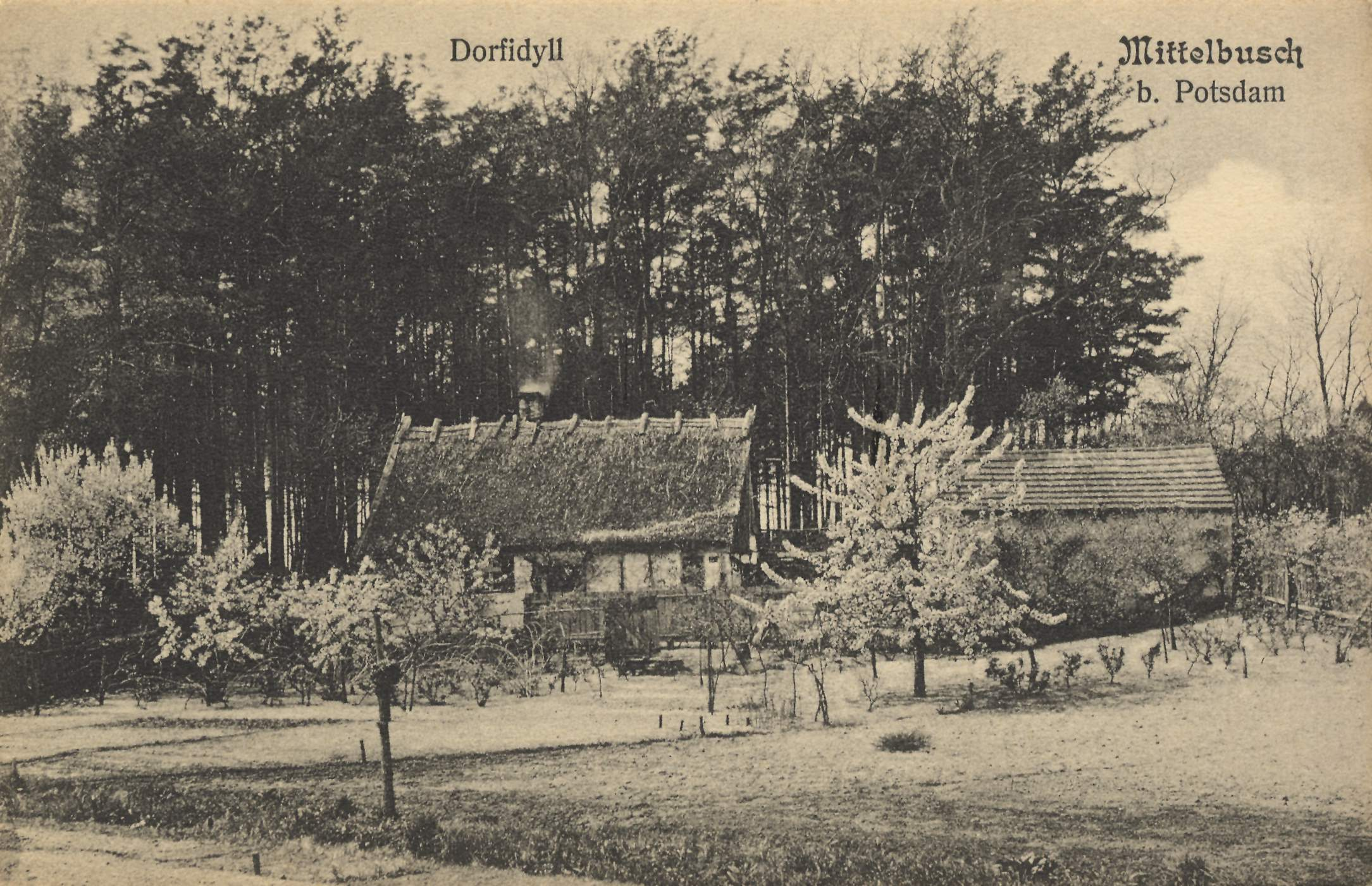
Mittelbusch um 1900

## Lage
Der alte Ortskern von Mittelbusch liegt ca. 1,4 km nordnordwestlich vom alten Ortskern von Ferch entfernt am Westufer des Schwielowsees, und ca. 700 Meter nördlich des alten Kerns von Neue Scheune. Der Wohnplatz Kammerode liegt ca. 1,6 km westlich von Mittelbusch. Der Ortskern liegt auf 34 m ü. NHN. Der Wohnplatz Mittelbusch ist heute mit dem Kern des Neue Scheune genannten Wohnplatzes zusammengewachsen. Mittelbusch ist über die Straßen Mühlengrund, Glindower Weg, Neue Scheune und Fercher Straße vom Ortskern von Ferch aus zu erreichen. Von Mittelbusch führt die Fercher Straße weiter nach Löcknitz, einem Wohnplatz der Stadt Werder (Havel).

## Geschichte
Die Siedlung ist 1683 erstmals erwähnt. Der Name leitet sich von einem Flurnamen ab. Wald, Busch, Gehöz, der/das in der Mitte liegt. In der Zauche hat Busch die etwas speziellere Bedeutung Laubwald auf feuchtem Boden.
Mittelbusch soll nach Richard Boeckh auf der Feldmark des wüst gefallenen Dorfes Tesekendorf errichtet worden sein. Tesekendorf wurde 1195 erstmals erwähnt und war schon 1375 völlig verlassen. Peter Rohrlach (im Historischen Ortslexikon für Brandenburg) lokalisiert die Dorfstelle von Tesekendorf auf seiner Übersichtskarte nur wenig nordwestlich des alten Dorfkerns von Mittelbusch.
Die Geschichte von Mittelbusch ist über Jahrhunderte von Mitgliedern der Adelsfamilie von Rochow geprägt. 1660 war Oberst Hans von Rochow gestorben. 1661 teilten seine Söhne seinen sehr großen Besitz durch Losentscheid. Hans Ernst von Rochow (1633–1686) waren die sog. Plessowschen Güter, mit dem Hauptgut Plessow und den Nebengütern Zolchow, Bliesendorf, Kammerode, Ferch, Wildenbruch, Klaistow und halb Kanin zugefallen. Unter seiner Ägide war das Vorwerk Mittelbusch aufgebaut worden. Es gehörte als Pertinenz zum Gut Bliesendorf. Allerdings hatte später auch das Rittergut in Groß Kreutz nicht weiter quantifizierte Anteile in Mittelbusch.
Auf Hans Ernst von Rochow folgte dessen Sohn Hans Wilhelm (1672–1730), der in der Erbteilung die Plessowschen Güter erhalten hatte. 1721 standen in Mittelbusch einige Häuser und 1725 wird deren Zahl genauer mit drei Häusern angegeben, in denen acht Parteien wohnten. In der Erbteilung nach dem Tod des Hans Ernst hatte der älteste Sohn Hans Friedrich II. von Rochow (1698–1787) Zollchow, Bliesendorf, Resau, Klaistow und halb Kanin erhalten. 1745 stand in Mittelbusch neben den Tagelöhnerhäuser auch ein Jägerhaus. Von seinem 1775 verstorbenen Bruder Gottfried Christian erbte Hans Friedrich später Plessow, Ferch, Kammerode und Wildenbruch hinzu.
1772 war Mittelbusch ein Vorwerk des Gutes Bliesendorf, bei dem 10 Tagelöhner wohnten. Friedrich Wilhelm Bratring bezeichnete Mittelbusch 1801 deshalb als Vorwerk und Kolonie mit 10 Büdnern und drei Einliegern. Damals standen 10 Wohnhäuser (Feuerstellen) in Mittelbusch, in denen 55 Personen wohnten. 1837 war das Büdneretablissement Mittelbusch auf 12 Wohnhäuser angewachsen. Es hatte 66 Einwohner.  1861 wurden in der Colonie Mittelbusch mit einem Abbau (Forsthaus) ein öffentliches Gebäude (Forsthaus), 12 Wohnhäuser und 13 Wirtschaftsgebäude gezählt. Das Forsthaus lag etwas nordwestlich vom alten Ortskern etwa im Bereich der heutigen Straße Am Seeufer nahe am Ufer des Schwielowsees. Mittelbusch ist in dieser Arbeit als Landgemeinde bezeichnet. Das dazu gehörende Areal war 1372 Morgen groß, davon waren 6 Morgen Gehöfte, 6 Morgen Gartenland, 4 Morgen Acker, 3 Morgen Wiese und 1353 Morgen Wald.
1871 bestand die Colonie Mittelbusch aus 13 Häusern und hatte 83 Einwohner. 1900 standen in Mittelbusch bereits 16 Häuser. 1874 wurde die Verpflichtung von 6 Büdnern für das Rittergut II. Anteils Garn zu spinnen und Grundzins zu zahlen abgelöst.
Die Besitzgeschichte im 19. Jahrhundert ist aus der Literatur nicht sicher zu rekonstruieren. Friedrich Wilhelm Bratring nennt für 1801 den Major von Arnstädt in Groß Kreutz als Besitzer. Nach dem Ortschaftsverzeichnis von 1817 gehörte Mittelbusch aber Rittmeister von Rochow in Plessow. Und August Sellenthin verzeichnet 1841 den Major und Hofmarschall von Rochow in Plessow als Besitzer von Mittelbusch. 1857 und 1879 gehörte Mittelbusch dagegen zu Petzow, und zu dessen Besitzer Carl von Kähne. Die Größe des Gutes Petzow ist nur summarisch angegeben, also Mittelbusch nicht separat aufgeführt. In späteren Ausgaben der Güterbücher taucht Mittelbusch dann nicht mehr auf.

## Kommunale Geschichte
Die Siedlung gehörte seit Gründung zum Gut Bliesendorf. 1860 und 1871 war die Kolonie Mittelbusch Landgemeinde. 1874 wurde sie bei der Einführung der Amtsbezirke in der Provinz Brandenburg dem Amtsbezirk 16 Petzow des Kreises Zauch-Belzig zugewiesen. Amtsvorsteher war Rittergutsbesitzer von Kähne in Petzow, sein Stellvertreter der Lehnschulzengutsbesitzer Rietz in Bliesendorf. Um 1900 muss aber neben der Landgemeinde ein Gutsbezirk existiert haben, denn der Gemeindebezirk umfasste nur 8 ha. Zum 30. September 1928 wurde die Landgemeinde Mittelbusch in die Landgemeinde Ferch eingegliedert. Nach der Topographischen Karte 1:25.000 Blatt 3643 Werder (Havel) von 1911 entspricht die damalige Gemarkung Mittelbusch im Wesentlichen der heutigen Flur 4 der Gemarkung Ferch, mit nur kleinen Änderungen im Grenzverlauf an der südlichen Markungsgrenze. 1931 und 1957 war Mittelbusch Wohnplatz, 1964 und 1973 Ortsteil von Ferch. 1992 gründeten Caputh, Ferch und Geltow das Amt Schwielowsee, das zum 31. Dezember 2002 in der Gemeinde Schwielowsee aufging. Seither ist Ferch Ortsteil der Gemeinde Schwielowsee, Mittelbusch hat den Status eines Wohnplatzes von Ferch.
| Jahr      | 1772 | 1801 | 1817 | 1837 | 1858 | 1875 | 1890 | 1910 | 1925 |
| Einwohner | 63   | 55   | 35   | 66   | 83   | 53   | 99   | 76   | 109  |

## Kirchliche Geschichte
Die Bewohner gingen 1721 nach Bliesendorf in die Kirche. Später waren sie nach Ferch eingekircht. 1801, 1817 und 1841 wieder in Bliesendorf. 1897 nach Glindow.

## Tourismus und Freizeit

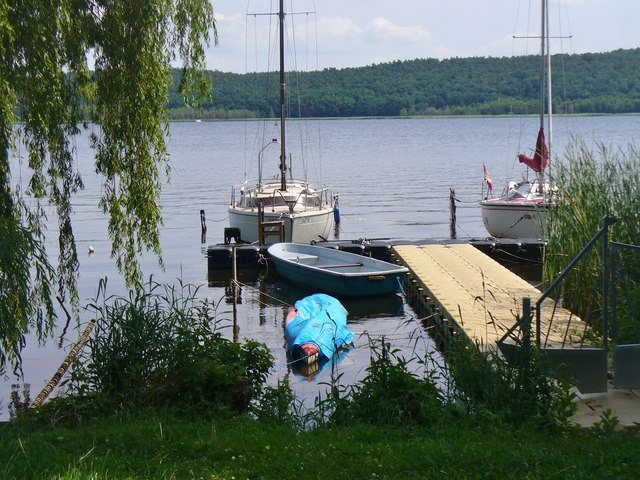
Bootsanlegestelle

In Mittelbusch befindet sich ein Japanischer Bonsaigarten. Am Ufer des Schwielowsee wurde ein Bootsanleger angelegt. 2011 wurde am nördlichen Ortsausgang ein Parkplatz für Nahtouristen angelegt. 

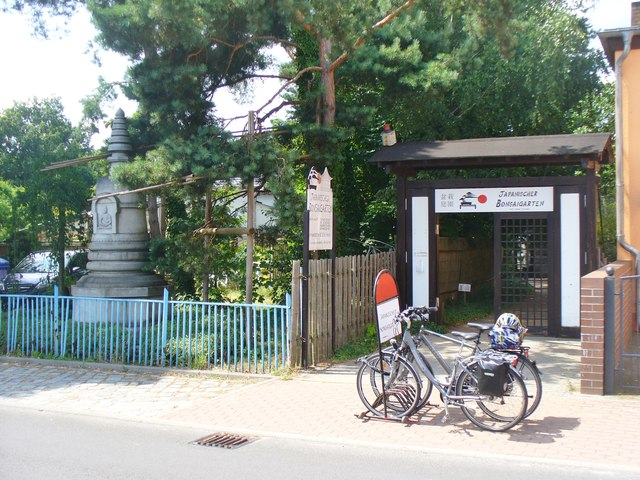
Eingang zum Japanischen Bonsaigarten